# 西藏蝇犬
西藏蝇犬（学名：Pallenes thibetana）为跳蛛科蝇犬属的动物。在中国大陆，分布于西藏等地。